# Lycenchelys camchatica
Lycenchelys camchatica är en fiskart som först beskrevs av Gilbert och Burke 1912.  Lycenchelys camchatica ingår i släktet Lycenchelys och familjen tånglakefiskar. Inga underarter finns listade i Catalogue of Life.